# نیه (نطنز)
نیه (نطنز)، روستایی از توابع بخش مرکزی شهرستان نطنز در استان اصفهان ایران است.

## جمعیت
این روستا در دهستان طرق رود قرار دارد و براساس سرشماری مرکز آمار ایران در سال ۱۳۸۵، جمعیت آن ۳۷۳ نفر (۱۲۳خانوار) بوده‌است.